# Терриен, Роберт
Роберт Терриен (Robert Therrien, 1947, Чикаго, США — 17 июня 2019) — американский художник.

## Образование
- Brooks Institute, Санта-Барбара, Калифорния
- Университет Южной Калифорнии, Лос-Анджелес, Калифорния

## Творчество
Роберт Терриен начал творческую карьеру с создания рельефов, которые лежали в области между живописью и скульптурой. Он использовал упрощенные формы, которые были базовыми и мгновенно узнаваемыми. Терриен также создавал отдельно стоящие работы с такими же простыми, почти абстрактными формами. В этот ранний период он использовал ограниченный визуальный словарь, часто работая с одинаковыми формами в разных размерах и материалах. Мотивы, которые он использовал, были связаны своей простотой и способностью вызывать личные ассоциации, сочетали репрезентативные формы и абстрактные.
Творчество Терриена изменило своё направление в конце 1980-х годов, когда он начал использовать более чёткие ссылки на реальные объекты. Он также начал создавать большие инсталляции, которые изучали отношение зрителя к масштабу, так же как Чарльз Рэй делал в своей скульптуре. Наиболее впечатляющей с этой точки зрения является его работа «Под столом» (Under the Table, 1994), где стол и стулья увеличены до размера гигантских скульптур, поднимающихся достаточно высоко, чтобы можно было пройти под ними.
Играя с масштабом, как в работах «Без названия» (стопка тарелок), 2004, и «Стол и стулья» (была показана в 1996 на Carnegie International), Терриен побуждал зрителя обратить внимание на банальные элементы повседневной жизни, драматизируя то, что мы обычно упускаем.
Терриен использовал остроумие Дюшана, обращаясь к повседневному. Его работа «Без названия» (чёрное телефонное облако), 1998, напоминает о ливне информации, который обрушивается на человека в современном мире.
Терриен получил широкое международное признание, выставляется по всему миру с 1970-х годов. Его работы находятся в коллекциях Музея современного искусства в Нью-Йорке, Центра Помпиду в Париже, Музея современного искусства в Чикаго, Музея современного искусства в Лос-Анджелесе; Тейт Модерн в Лондоне, Walker Art Center в Миннеаполисе; Музея Уитни в Нью-Йорке.

## Персональные выставки
| - 2008 Kunstmuseum Basel, Базель - 2008 Галерея Гагосяна, Нью-Йорк - 2007 Музей современного искусства, Сан Диего - 2006 Lora Reynolds Gallery, Остин - 2005 Галерея Гагосяна, Нью-Йорк - 2004 Inverleith House, Эдинбург | - 2004 Monika Sprüth Philomene Magers, Мюнхен - 2004 Sprüth Magers London, Лондон - 2004 Simon Lee Gallery, Лондон - 2002 Галерея Гагосяна, Нью-Йорк - 2000 Музей современного искусства, Хьюстон - 2000 Site Santa Fe, Санта Фе |